# Élie Leymarie de Laroche
Élie Leymarie de Laroche (1758-1794) est un prêtre catholique français né au château de la Roche à Annesse.

## Biographie
Né en Périgord au château de la Roche à Annesse en 1758, il a été baptisé le 8 janvier 1758 à l'église d'Annesse.
Il fut prieur à Périgueux, à Coutras et Verdun et martyr sous la Révolution française. Réfractaire, il refusa de prêter le serment de la Constitution civile du clergé et fut déporté sur l'île Madame où il meurt le 22 août 1794. 
Il a été béatifié le 1er octobre 1995 par Jean-Paul II, et est fêté le 10 juin.